# Bourgogne, Marne
Bourgogne  là một xã thuộc tỉnh Marne trong vùng Grand Est đông nam nước Pháp. Xã nằm ở khu vực có độ cao trung bình 90 mét trên mực nước biển.
Sông Suippe chảy qua thị trấn.